# Pedra Bela
Pedra Bela este un oraș în São Paulo (SP), Brazilia.